# Richard McGehee
Richard Paul McGehee (San Diego, 20 de setembro de 1943) é um matemático estadunidense, que trabalha com sistemas dinâmicos, com especial ênfase em mecânica celeste.
McGehee obteve o bacharelado em 1964 no Instituto de Tecnologia da Califórnia, com um mestrado na Universidade do Wisconsin-Madison em 1965 e onde obteve um Ph.D. em 1969, orientado por Charles Cameron Conley, com a tese Homoclinic orbits in the restricted three body problem. No pós-doutorado esteve no Instituto Courant de Ciências Matemáticas da Universidade de Nova Iorque. Em 1970 foi professor assistente e em 1979 full professor da Universidade de Minnesota em Minneapolis, onde foi de 1994 a 1998 diretor do Center for the Computation and Visualization of Geometric Structures.
Na década de 1970 introduziu a transformação de coordenadas (conhecida atualmente como transformação de McGehee) que usou para regularizar singularidades que surgem no problema dos três corpos newtoniano. Em 1975 provou, com John Mather, que para o problema newtoniano colinear dos quatro corpos existem soluções que tornam-se ilimitadas em um intervalo de tempo finito.
Foi palestrante convidado do Congresso Internacional de Matemáticos em Helsinque (1978: Singularities in classical celestial mechanics).

## Publicações selecionadas
- «A stable manifold theorem for degenerate fixed points with applications to celestial mechanics». Journal of Differential Equations. 14 (1): 70–88. 1973. doi:10.1016/0022-0396(73)90077-6
- «Triple collision in the collinear three body problem». Inventiones Mathematicae. 27 (3): 191–227. 1974. doi:10.1007/bf01390175
- with Robert A. Armstrong: «Some mathematical problems concerning the ecological principle of competitive exclusion». Journal of Differential Equations. 23 (1): 30–52. 1977. doi:10.1016/0022-0396(77)90135-8
- «Double collisions for a classical particle system with nongravitational interactions». Comment. Math. Helvetici. 56 (1): 524–557. 1981. doi:10.1007/BF02566226
- «Von Zeipel´s Theorem on singularities in celestial mechanics». Expositiones Mathematicae. 4: 335–345. 1986
- «Attractors for closed relations on compact Hausdorff spaces» (PDF). Indiana University Mathematics Journal. 41 (4): 1165–1209. 1992
- as editor with Kenneth R. Meyer: Twist mappings and their applications. [S.l.]: Springer Verlag. 1992